# Sørfugløy
Sørfugløy est une localité du comté de Nordland, en Norvège.

## Géographie
Administrativement, Sørfugløy fait partie de la kommune de Gildeskål.